# 穗积雅子
穗积雅子（日语：／ Hozumi Masako，1986年9月11日—），日本女子速度滑冰运动员。她曾代表日本参加2010年和2014年冬季奥林匹克运动会速度滑冰比赛，其中2010年冬季奥运会获得一枚银牌。